# Волинско възвишение
Волинското възвишение (на украински: Воли́нська височина́; на руски: Волынская возвышенность) е обширно възвишение в югозападната част на Източноевропейската равнина, разположено на територията на Западна Украйна (Волинска, Ровненска, Хмелницка и Житомирска области). Простира се между долините на реките Западен Буг (десен приток на Висла) и Корчик (ляв приток на Случ, от басейна на Днепър) с дължина от запад на изток около 200 km и ширина 40 – 50 km. На север чрез висок около 30 – 50 m откос се спуска към Полеската низина, а на юг, със значително по-малък отстъп е ограничено от Малкото Полесие. Волинското възвишение заедно с разположеното южно от него Подолско възвишение често се обединява под едно название – Волино-Подолско възвишение. Средна височина 220 – 250 m, максимална – 341 m 50°23′06″ с. ш. 25°50′46″ и. д. / 50.385° с. ш. 25.846111° и. д., в Мизочкото възвишение. Преобладава ридово-хълмистия релеф, със силно проявени карстови форми. Цялото възвишение е разделено от долините на реките Западен Буг, Стир, Горин и техните притоци на отделни по-малки платообразни възвишения (Мизочко възвишение, Повчанско плато, Ровненско плато, Гощатско плато). Основата на Волинското възвишение е изградена от кредни наслаги, като под тях на запад залягат въгленосни пластове (Лвовско-Волински въглищен басейн). В междуречията е наслоена дебела льосова покривка, като в западните му части под нея се срещат ледникови наслаги от максималното Днепровско заледяване. Основните лавдшафти са лесостепните.

## Топографска карта
- М-35-А М 1:500000[2]
- М-35-Б М 1:500000[3]